# Протести в Ірані (2009)

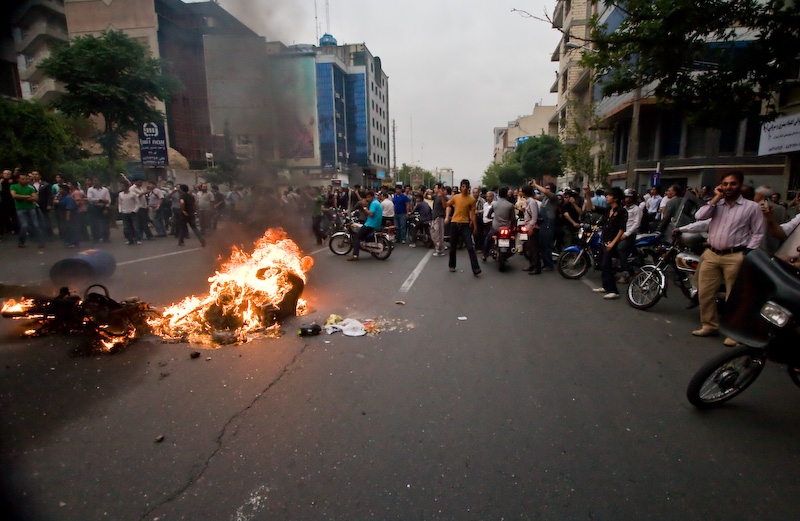
Заворушення в Тегерані, 13 червня 2009 року

Протести в Ірані (Зелена революція) 2009 року почались після офіційного оголошення результатів президентських виборів.

## Історія
Після офіційного оголошення ЦВК переможцем президентських виборів Махмуда Ахмадінежада в Ірані почались масові виступи прибічників Мір-Хосейна Мусаві. В Тегерані кілька тисяч чоловік вийшли на демонстрації під гаслами «Геть диктатора!» і «Смерть диктатору!». Мусаві заявив, що поведінка деяких політиків під час виборів «підриває політичні основи країни». Він також заявив, що буде домагатись перевиборів. Поліція жорстко, в тому числі з застосуванням кийків і сльозогінного газу, розганяла стихійні демонстрації, що невдовзі перетворились на заворушення. Сам Мусаві при цьому закликав своїх прибічників не застосовувати силу. Увечері 13 червня в Тегерані було вимкнено мобільний зв'язок. Знову було закрито доступ до сайтів Facebook і YouTube. Аль-Джазіра назвала заворушення 13 червня найбільшими з часів Революції 1979 року.
Протести на вулицях іранських міст продовжились 14 червня. Мір-Хоссейн Мусаві подав заявку на дозвіл провести 15 червня загальнонаціональний мітинг протесту, в чому йому відмовили. Незважаючи на це, наступного дня тисячі людей вийшли під зеленими прапорами на вулиці Тегерана й кількох інших великих міст. Почались сутички з прибічниками Ахмадінежада. На головній акції протесту в Тегерані був присутній і сам Мусаві. Він закликав до повторного проведення президентських виборів. До вечора число учасників виступів у Тегерані сягнуло 100 тисяч осіб. Поліція застосувала зброю, одна людина загинула. 15 червня демонстрації протесту відбувались і за межами Ірану: біля посольств у Парижі, Берліні, Лондоні, Римі, Амстердамі й інших містах.
В ніч на 16 червня в Тегерані були застрелені ще 7 учасників протестів після того, як вони спробували здійснити напад на військовий пост поряд із майданом Азаді, де відбувався мітинг опозиції.
За наполяганням мітингарів Верховний лідер Ірану Алі Хаменеї, який первинно закликав підтримати переобраного президента, наказав провести розслідування порушень на виборах. 16 червня Рада ухвалила рішення провести перерахунок голосів, при цьому мали бути перераховані не всі голоси, а тільки результати голосування на тих виборчих ділянках, де кандидати помітили порушення. У відповідь Мусав несподівано заявив, що таке рішення Ради його не влаштовує й зажадав проведення повторного голосування.
Зрештою аятола Алі Хаменеї закликав співвітчизників підтримати переобраного президента й заворушення поступово вщухли.